# Клементьев, Валентин Валентинович
Валентин Валентинович Клементьев (род. 9 ноября 1961) — советский и российский актёр театра, народный артист Российской Федерации (2006).

## Биография
Родился 9 ноября 1961 года.
В 1983 году окончит ГИТИС и в этом же году начал работать в Московском областном театре драмы.
С 1989 года служил во МХАТе им. М. Горького.
За годы работы в театре исполнил множество ведущих ролей, осуществил несколько постановок в качестве режиссёра. Занимал должность художественного руководителя курса на актёрском факультете в ГИТИСе.
В 2006 году Валентину Клементьеву было присвоено звание Народного артиста Российской Федерации.
В 2021 году покинул МХАТ им. М. Горького. В настоящее время работает в Новом театре.

## Роли в театре
- «Прощание с Матёрой» В. Распутина — бригадир погонщиков
- «Свалка» А. Дударева — Бригадист
- «Синяя Птица» М. Метерлинка — Пёс
- «Валентин и Валентина» М. Рощина — Валентин
- «Французский Квартал» Т. Уильямса — Тай
- «Макбет» У. Шекспира — Солдат
- «На дне», М. Горького — Пепел
- «Полоумный Журден» М. Булгакова — Дорант
- «Белая гвардия» М. Булгакова — Мышлаевский
- «Зойкина квартира» М. Булгакова — Обольянинов
- «Лес» А. Островского — Несчастливцев
- «Мадам Александра» Ж. Ануя — Дефуркет
- «Зыковы» М. Горького — Михаил
- «Козьма Минин» А. Островского — Василий
- «На дне» М. Горького — Сатин

## Награды
- Медаль ордена «За заслуги перед Отечеством» II степени (2013)[3].
- Народный артист Российской Федерации (2006)[1].
- Заслуженный артист Российской Федерации (1999)[4].